# Esagila
Esagila fou un dels temples de Babilònia, el seu nom, d'origen sumeri, significa "el que aixeca el cap".
El temple estava dedicat a Marduk, deu protector de la ciutat, i el seu consort Serpanitu. Estava situat a la cara sud del ziggurat Etemenanki, el coneixement del qual ha arribat a nosaltres a través del mite bíblic de la torre de Babel.
El complex d'Esagila, va ésser completat durant el regnat de Nabucodonosor II (604–562 aC) Es trobava tancat darrere d'una sèrie de línies de murs, constituïa el centre de la ciutat de Babilònia. Era una gran estructura de al voltant de 40 × 70 metres quadrats, que conté una petita avantsala (d'aproximadament 25 × 40 m2) i, finalment, el santuari central.

## Apogeu
En el temple es donava culte a la imatge de Marduk, estava envoltat per les imatges de culte de totes les ciutats que s'havien sotmès a l'hegemonia de l'Imperi Babilònic des del segle XVIII aC; hi havia també un petit estany, conegut amb el nom d'Abzu pels sacerdots babilònics, que representava a Enki, pare de Marduk i deu de les aigües.

## Decadència
Segons Heròdot, Xerxes I tenia una estàtua, que havia pertanyut a l'Esagila, quan va envair Babilònia en el 482 aC, i saquejar la ciutat i va dessacralitzar el temple. Alexandre Magne ordenà la seva restauració, motiu pel qual el templo es mantingué al llarg del segle ii aC, com un dels últims baluards de la cultura babilònia, igual que l'escriptura cuneïforme. Sota l'Imperi Part, Babilònia fou gradualment abandonada i el temple va caure en runes durant el segle I aC.

## Redescobriment
L'any 1900 l'arqueòleg Robert Koldewey, va trobar sota una enorme massa de runes les restes del temple d'Esagila, tot i que va ésser examinat seriosament fins a l'any 1910. L'estructura es trobava feta malbé perquè l'aigua havia disgregat molts dels totxos d'adob i d'altres materials de construcció més febles. La majoria de les troballes corresponen al període Neobabilònic i posteriors.